# Joseph Servan
Joseph Servan, de son nom complet Joseph Marie Servan de Gerbey, né le 14 février 1741 à Romans (actuelle Drôme) et mort le 10 mai 1808 à Paris, est un officier français, général de la Révolution et de l’Empire, ministre de la Guerre à deux reprises en 1792, à la fin du règne de Louis XVI.
Il est ministre de Louis XVI du 9 mai au 13 juin 1792, sous l'Assemblée nationale législative, puis après la chute du roi, du 10 août au 3 octobre 1792, lorsque se forme la Convention. 
Proche des girondins, il est arrêté pendant la Terreur, mais échappe à la guillotine.

## Biographie

### Origines familiales et formation
Il est le fils de Joseph Servan, de la petite noblesse du Dauphiné, receveur des tailles de l'élection de Romans et de son épouse Anne Henry. 
Il a deux frères et trois sœurs :
- l'avocat général Joseph Michel Antoine Servan (1737-1807), disciple de Beccaria, auteur notamment d'un Discours sur l'administration de la justice criminelle (1767)  et d'une Apologie de la Bastille (1784), apparente parodie des Mémoires sur la Bastille de Nicolas Linguet (1783), qui est en réalité une critique radicale du régime pénitentiaire de l'Ancien régime français
- l'abbé Michel Servan (1745-1837), passionné d'inventions, ami de Vaucanson, de Mably, de Xavier de Maistre ;
- Claudine Thérèse Servan (1740-?) qui devient en 1760 religieuse professe au couvent des ursulines de Romans sous le nom de sœur Thérèse de Saint Servan[1] ;
- Anne Servan (vers 1743-?) qui épouse en 1762 Charles Félix Prunelle, trésorier général de France au bureau des Finances du Dauphiné ;
- N. Servan, qui épouse Henry Cretet, frère d'Emmanuel Cretet (1747-1809) comte de Champmol : en novembre 1804, elle reçoit dans sa maison de Pont-de-Beauvoisin le pape Pie VII et une partie des cardinaux venus en France pour le sacre de Napoléon[2]

### Carrière sous l'Ancien Régime
Joseph Servan entre dans le régiment de Guyenne le 20 décembre 1760. En 1769, il fait la campagne de Corse et est promu capitaine en 1772. 
Il devient ensuite officier du génie et est nommé sous-gouverneur des pages de Louis XVI[Quand ?]. 
Il atteint le grade de colonel. 
Il se fait connaître en 1780 en publiant un ouvrage sur l'organisation militaire du royaume, Le Soldat citoyen, qui préconise une conscription militaire universelle et obligatoire, seul moyen à ses yeux d'unir les citoyens et l'armée.

### Sous la Révolution

#### Ministre de la Guerre de Louis XVI (9 mai-12 juin 1792)
Le 8 mai 1792, au début de la guerre contre l'Autriche déclarée le 20 avril, il est promu maréchal de camp (général de brigade) et nommé ministre de la Guerre le lendemain, au moment où les girondins dominent le gouvernement depuis le mois de mars.  
Il provoque la formation d’un camp autour de Paris[pas clair] et fait licencier la garde du roi et les régiments suisses, la protection du roi revenant à la Garde nationale de Paris. Il abolit les châtiments corporels dans l'armée. 
Il démissionne[réf. nécessaire] le 12 juin 1792. L'Assemblée législative, par un décret du 13 juin 1792, déclare qu’il a « bien mérité de la patrie ». 

#### Ministre de la Guerre après l'insurrection du 10 août 1792
Il redevient ministre de la Guerre dans le conseil exécutif établi le 10 août 1792. Il fait supprimer le huitième couplet de la Marseillaise, le jugeant trop religieux.[réf. nécessaire]
Le 20 septembre, la nouvelle assemblée constituante, la Convention, se réunit et proclame la république le lendemain. Le 20 septembre est aussi la date de la première victoire française, à Valmy.

#### Sous la Convention (20 septembre 1792-25 octobre 1795)
Au début, les girondins sont soutenus par la majorité des députés. 
Servan est promu lieutenant général le 25 septembre 1792 et nommé général en chef le 6 octobre. Il rend son portefeuille le 14 octobre et est mis à la tête de l’armée des Pyrénées occidentales[pas clair]. 
Mais, le 2 juin 1793, les montagnards, soutenus par la Commune de Paris,  l'emportent et obtiennent la proscription des députés girondins, dont la plupart vont être arrêtés et condamnés à mort.
Lui-même est arrêté durant cette période de la Terreur, mais il échappe à l'échafaud et est libéré le 3 février 1795, puis réintégré dans l'armée.

### Directoire et période napoléonienne

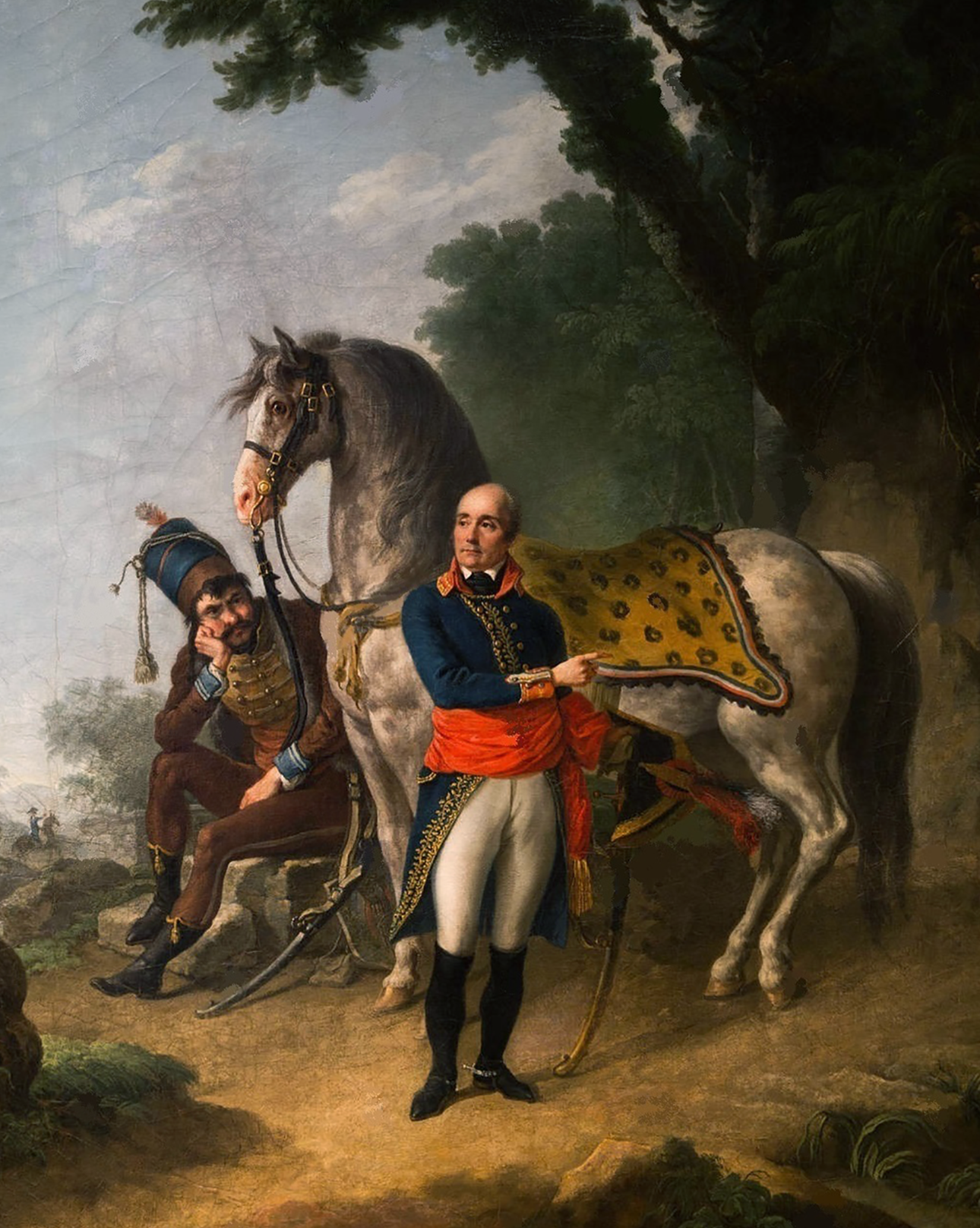
Le général Servan de Gerbey vers 1800 par Louis Lafitte

Sous le Consulat, il est président du conseil des revues. 
Il est fait commandeur de la Légion d'honneur le 14 juin 1804. 
Il est admis à la retraite le 3 mai 1807 et meurt l'année suivante à l'âge de 67 ans.
Son nom figure sur l’arc de triomphe de l'Étoile (côté Ouest).

## Œuvres
- Projet de constitution pour l’armée française
- Histoire des guerres des Gaulois en Italie
- (auteur principal du) volume IV de l'Art militaire publié dans l’Encyclopédie méthodique de Charles-Joseph Panckoucke.
- 1780 : Le Soldat citoyen, ou Vues patriotiques sur la manière la plus avantageuse de pourvoir à la défense du royaume[4]
- 1808 : Tableau historique de la guerre de la révolution de France[5]